# Uitzettende Aarde

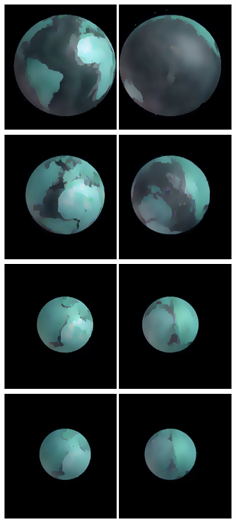
Uit elkaar bewegen van de continenten bij het uitzetten van de Aarde. Links de Atlantische Oceaan, rechts de Grote Oceaan.

Verschuiving continenten door een uitzettende aarde

De theorie van een uitzettende Aarde of expansietheorie (tegenover de contractietheorie) is een grotendeels achterhaalde theorie uit de geologie, die een verklaring bood voor het bewegen van de continenten. Het model werd in de jaren zestig gezien als een alternatief voor de toen net opkomende platentektoniek. Tegenwoordig wordt het idee door de grote meerderheid van aardwetenschappers afgewezen.

## Theorieën over uitzetting
In 1888 suggereerde de Pools-Russische ingenieur Iwan Jarkowski dat hemellichamen uitzetten omdat ze ether (een hypothetisch medium, ijl zoals lucht, waaruit men in die tijd vermoedde dat de ruimte bestond) opnemen, dat binnenin het hemellichaam zou worden omgezet in chemische elementen. In 1889 kwam de Italiaanse natuurkundige Roberto Mantovani met een vergelijkbare theorie, dit keer gebaseerd op expansie door opwarming van de Aarde. Toen Alfred Wegener (1880-1930) zijn ideeën over het bewegen van de continenten publiceerde, merkte hij de overeenkomsten tussen zijn eigen werk en dat van Mantovani op. Desondanks heeft Wegener een uitzettende Aarde nooit als oorzaak voor het uit elkaar bewegen van de continenten gegeven.
Het idee kreeg meer aandacht toen (rond 1938) de kwantumfysicus Paul Dirac (1902–1984) een vermoeden uitte dat de gravitatieconstante in de loop van de miljarden jaren dat de Aarde bestaat groter is geworden. De Duitse natuurkundige Pascual Jordan (1902–1980) stelde in 1964 aan de hand hiervan een verandering voor in de algemene relativiteitstheorie, waardoor alle planeten langzaam uitzetten. Volgens Jordans theorie zou de Aarde een paar honderd miljoen jaar geleden half zo groot zijn geweest als tegenwoordig. De later vastgestelde maximale verandering in de gravitatieconstante is echter een orde van grootte kleiner dan Jordan voor zijn uitzettende planeten nodig had.

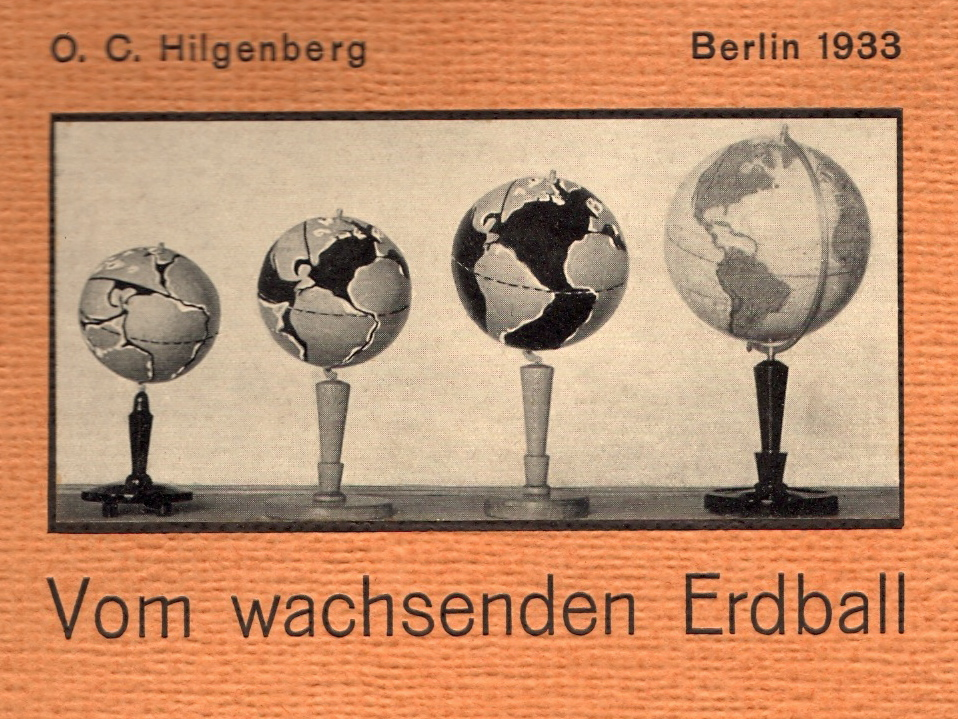
De Duitse geoloog Ott Christoph Hilgenberg gebruikte deze modellen om zijn ideeën over de uitzettende Aarde te presenteren.

De Duitse geoloog Ott Christoph Hilgenberg (1896–1976) deed onderzoek naar faseovergangen in gesteente om de uitzetting van de Aarde te verklaren. Net als eerder bij Jarkovski, werd in Hilgenbergs model de uitzetting van de Aarde veroorzaakt door opname van ether, vergelijkbaar met opname van energie in de zwaartekrachttheorie van Le Sage. In tegenstelling tot Jordans theorie nam de zwaartekracht in Hilgenbergs theorie daarom toe, niet af. Dit zou de grootte van de dinosauriërs in het verleden verklaren.
De Ierse natuurkundige John Joly (1857–1933) zocht een verklaring voor het uitzetten net als Jarkowski in het opwarmen van de vaste Aarde. Dit zou kunnen plaatsvinden als de warmte die in de Aarde vrijkomt bij radioactief verval groter is dan de natuurlijke afkoeling van de Aarde. Joly filosofeerde samen met de Engelse geoloog Arthur Holmes (1890–1965) dat in het geval de Aarde door opwarming uitzet, dit in cycli moest gebeuren. De uitzetting zou voor scheuren in het binnenste van de Aarde zorgen, die werden opgevuld met magma. In de volgende fase koelde de magma af waardoor de Aarde weer kromp. Deze theorie is in tegenspraak met moderne principes uit de reologie en tektoniek en daarom achterhaald.
In de jaren vijftig en 60 verschoof de consensus in de geologie van het idee dat de continenten niet konden bewegen (het fixisme) naar het idee dat de lithosfeer in tektonische platen verdeeld is die over het aardoppervlak bewegen (mobilisme). Om dit mobilisme te verklaren werd het nieuwe idee van platentektoniek ontwikkeld. De Australische geoloog Sam Carey (1911–2002) beargumenteerde dat een uitzettende Aarde het mobilisme ook verklaren kon. De Hongaarse geofysicus László Egyed (1914–1970) berekende in 1957 dat de continenten in het Cambrium (500 miljoen jaar geleden) aan elkaar vast gezeten moesten hebben, waarna de straal van de Aarde met 500 km (8,5 %) moest zijn toegenomen.

## Uitzettende Aarde tegenover plaattektoniek
Een uitzettende Aarde kan zowel continentbewegingen als het verschijnsel van oceanische spreiding verklaren. Net als bij platentektoniek groeit bij een uitzettende Aarde de oceanische korst aan bij de mid-oceanische ruggen. In het begin van zijn bestaan zou de Aarde volledig bedekt zijn geweest met continentale korst, door het uitzetten zouden de oceanen zijn ontstaan en sindsdien zijn ze steeds groter geworden. Het belangrijkste verschil met platentektoniek is dat bij een uitzettende Aarde geen subductie voorkomt, of dat er in ieder geval minder korst wordt vernietigd door subductie dan er wordt aangemaakt bij de mid-oceanische ruggen.

### Argumenten tegen subductie
Argumenten die door de aanhangers van een uitzettende Aarde werden aangedragen tegen subductie zijn:
- Als dankzij subductie het volume van de Aarde constant blijft, moet hetzelfde oppervlakte aan aardkorst bij de mid-oceanische ruggen worden gevormd dat door subductie vernietigd wordt. De aanhangers van een uitzettende Aarde wezen erop dat er nooit bewijs gevonden is voor zo’n correlatie. Schattingen van het korstoppervlakte dat gecreëerd wordt bij de ruggen en de oppervlakte dat vernietigd wordt bij subductie laten inderdaad een groot verschil zien, dat niet verklaard kan worden als de Aarde een constant volume heeft. Deze schattingen zijn tot op heden echter erg onnauwkeurig.
- De totale lengte van alle mid-oceanische ruggen op Aarde is aanzienlijk langer dan de totale lengte van alle bekende subductiezones en de ruggen vormen, in tegenstelling tot de subductiezones, een gesloten netwerk over de planeet. Als er evenveel materiaal subduceert als er gevormd wordt zou dit een ruimtelijk probleem geven. Er zou dan een samentrekking van de aardkorst moeten ontstaan rond de subductiezones. Van zo’n samentrekking of ophoping van oceanische korst is geen sprake, zodat moet worden aangenomen dat in de korst geen samentrekking plaatsvindt.
- De oceaankorst aan de kant van de overrijdende plaat bij een subductiezone zou, als er subductie plaatsvindt, veel ouder moeten zijn dan aan de kant van de subducerende plaat. In de jaren 60 was hier nog een controverse over, omdat korst aan de kant van de overrijdende plaat soms niet ouder bleek. Tegenwoordig wordt dit verklaard door de aanname dat er inversie van de subductierichting kan plaatsvinden. Als de overrijdende plaat uit continentale korst bestaat is deze over het algemeen wel ouder.

### Argumenten voor subductie
Sinds de jaren zestig van de vorige eeuw is dankzij de structurele geologie, seismologie, petrologie en isotopen-geochemie echter een overtuigende hoeveelheid bewijs gevonden dat subductie wel degelijk plaatsvindt. De snelheid waarmee korstmateriaal subduceert is echter moeilijk vast te stellen. Desondanks is het voorkomen van een mechanisme waarmee de aardkorst gelijk in oppervlakte blijft genoeg reden geweest voor de meerderheid onder geleerden om de theorie van een uitzettende Aarde op te geven. Wetenschappelijke bewijzen voor subductie zijn:
- Met behulp van seismologie waargenomen Wadati-Benioffzones. Deze zones geven een zeer sterk vermoeden dat een stuk korst langzaam bezig is onder een ander stuk korst door de mantel in te bewegen.
- Met behulp van seismische tomografie gemaakte 3D-modellen van de mantel laten zien dat op de plekken waar subductie plaatsvindt volgens de plaattektoniek, inderdaad een koude anomalie van zinkend materiaal zit.
- Uit gesteenten in gebergten gereconstrueerde druk-temperatuur-tijdpaden blijkt dat tijdens gebergtevorming een eerste fase voorkomt waarin materiaal ver naar beneden beweegt, gevolgd door omkering van dit proces. Vooral de diepte tot waar het materiaal naar beneden beweegt is een probleem voor het model van een uitzettende Aarde. In veel gebergtes worden eclogieten gevonden, sommige van deze gesteenten zijn boven de 200 km diep geweest. Het materiaal is te licht om zonder van buiten uitgeoefende kracht zo diep de Aarde in te bewegen. In het subductiemodel wordt deze verticale krachtcomponent geleverd door zogenaamde "slab-pull", bij een uitzettende Aarde zouden voornamelijk horizontale krachten verwacht worden en is het zinken van stukken aardkorst naar deze diepte onverwacht.
- In veel gebergten worden een of meer grote discontinue lijnen (breukzones) gevonden, waarlangs materiaal dat geografisch gezien voor de gebergtevorming ver uiteen lag (dit is door paleomagnetisme berekend) nu tegen elkaar aan ligt. Diepe boringen en structureel geologische studies geven aan dat deze grote breukzones (suturen genoemd) zeer diep doorlopen. Dit is precies wat verwacht mag worden als twee continenten door subductie tegen elkaar aan "botsen". Het uitzettende Aarde-model geeft er echter geen duidelijke verklaring voor.
- Concentraties van isotopen van zeldzame aarden in vulkanische gesteenten die boven een subductiezone gevormd werden komen overeen met die in sedimenten boven op de subducerende plaat. Zelfs als in die sedimenten een laterale verandering optreedt in isotopenconcentraties, wordt die verandering ook teruggevonden in de vulkanische gesteenten boven de subductiezone.

## Huidige kijk op een uitzettende Aarde
Weinig geologen of geofysici geloven tegenwoordig nog in het uitzetten van de Aarde. Toen steeds meer aanwijzingen werden gevonden dat subductie plaatsvindt werd het concept door de meerderheid van aardwetenschappers afgedankt.
De Amerikaanse striptekenaar Neal Adams heeft recentelijk geprobeerd de uitzetting van de Aarde te verklaren met kwantumfysische processen waardoor de massa van de Aarde kan toenemen, maar dit wordt beschouwd als pseudowetenschap. Desondanks blijven over de verschillende mechanismen in de platentektoniek nog onduidelijkheden bestaan, waar wetenschappelijke discussie over is.